# 愛未サラ
愛未サラ（あいみ さら 2001年12月9日 - ）は、元宝塚歌劇団宙組の娘役。
東京都渋谷区、東京女学館中学校出身。身長165cm。愛称は「さらぴー」、「ジャスミン」。

## 来歴
2017年、宝塚音楽学校入学。
2019年、音楽学校卒業後、宝塚歌劇団に105期生として入団。入団時の成績は13番。宙組公演「オーシャンズ11」で愛未サラとして初舞台。その後、宙組に配属。
2024年10月27日、バウホール公演『MY BLUE HEAVEN-わたしのあおぞら-』千秋楽をもって、宝塚歌劇団を退団。
退団後は、芸名を大澤サラと改名し、オスカープロモーション所属タレントとして芸能活動を再開。

## 宝塚歌劇団時代の主な舞台

### 初舞台
- 2019年4 - 5月、宙組『オーシャンズ11』（宝塚大劇場）

### 宙組時代
- 2019年6 - 7月、『オーシャンズ11』（東京宝塚劇場）
- 2019年11 - 2020年2月、『El Japón（エル ハポン）-イスパニアのサムライ-』『アクアヴィーテ（aquavitae）!!』
- 2020年8月、『壮麗帝』（ドラマシティ） - ハレムの女
- 2020年11 - 2021年2月、『アナスタシア』[注釈 1]
- 2021年4月、『Hotel Svizra House ホテル スヴィッツラ ハウス』（東京建物 Brillia HALL） - 観客の女
- 2021年6 - 9月、『シャーロック・ホームズ-The Game Is Afoot!-』 - 新人公演：アニー・ハリスン（本役：湖々さくら）／歌手『Délicieux（デリシュー）!-甘美なる巴里-』
- 2021年11 - 12月、『バロンの末裔』 - シャーロット『アクアヴィーテ（aquavitae）!!』（全国ツアー）
- 2022年2 - 3月、『NEVER SAY GOODBYE』（宝塚大劇場）
- 2022年4 - 5月、『NEVER SAY GOODBYE』（東京宝塚劇場） - 新人公演：エレン・パーカー（本役：天彩峰里）
- 2022年6月、『FLY WITH ME（フライ ウィズ ミー）』（東京ガーデンシアター）
- 2022年8 - 11月、『HiGH&LOW-THE PREQUEL-』 - 芝、新人公演：KIDA（本役：春乃さくら）『Capricciosa（カプリチョーザ）!!』
- 2023年1月、『MAKAZE IZM』（東京国際フォーラム）
- 2023年3 - 6月、『カジノ・ロワイヤル〜我が名はボンド〜』 - リリー、新人公演：アナベル（本役：天彩峰里）
- 2023年7 - 8月、『大逆転裁判』（ドラマシティ・KAAT神奈川芸術劇場） - 陪審員
- 2023年9月、『PAGAD（パガド）』 - クララ『Sky Fantasy!』（宝塚大劇場のみ） 初エトワール
- 2024年6 - 8月、『Le Grand Escalier-ル・グラン・エスカリエ-』 エトワール[6]
- 2024年10月、『MY BLUE HEAVEN-わたしのあおぞら-』（バウホール） - 牧山杏子 退団公演[4]